# 村田しおり
村田 しおり（むらた しおり、1992年6月23日 - ）は、日本の元女子バレーボール選手である。

## 来歴
福岡県北九州市出身。姉の影響を受けて小学1年からバレーボールを始める。
2008年に東九州龍谷高校に進学。チームは春高バレー優勝、インターハイ優勝、国民体育大会優勝、皇后杯全日本バレーボール選手権ベスト4など数多くの輝かしい成績を残した。国際大会では2008年アジアユース大会に出場して優勝。MVPとベストスパイカー賞にも輝いた。
2010年12月、高校の同級生でチームメイトである筒井さやかと共にV・プレミアリーグの久光製薬スプリングスの内定選手となった。2011年、世界ジュニア選手権に出場。2012年、V・サマーリーグにて敢闘賞に輝いた。
2015年6月30日、久光製薬は村田の引退を発表した。

## 球歴
- 全日本ユース代表 - 2008年
- 全日本ジュニア代表 - 2011年

## 所属チーム
- 市立曽根小（曽根葛原JVC）
- 築上中（現・上毛中）
- 東九州龍谷高校（2008-2011年）
- 久光製薬スプリングス（2011-2015年）

## 受賞歴
- 2012年 - V・サマーリーグ　敢闘賞

## 個人成績
Vプレミアリーグレギュラーラウンドにおける個人成績は下記の通り。
| シーズン | 所属     | 出場 | 出場   | アタック | アタック | アタック | アタック | ブロック | ブロック | サーブ | サーブ | サーブ | サーブ | レセプション | レセプション | 総得点 | 備考 |
| -------- | -------- | ---- | ------ | -------- | -------- | -------- | -------- | -------- | -------- | ------ | ------ | ------ | ------ | ------------ | ------------ | ------ | ---- |
| シーズン | 所属     | 試合 | セット | 打数     | 得点     | 決定率   | 効果率   | 決定     | /set     | 打数   | エース | 得点率 | 効果率 | 受数         | 成功率       | 総得点 | 備考 |
| 2010/11  | 久光製薬 | 5    | 0      | 0        | 0        | 0.0%     | %        | 0        | 0.00     | 0      | 0      | 0.00%  | 0.0%   | 0            | 0.0%         | 0      |      |
| 2011/12  | 久光製薬 | 21   | 31     | 0        | 0        | 0.0%     | %        | 0        | 0.00     | 0      | 0      | 0.00%  | 0.0%   | 58           | 56.9%        | 0      |      |
| 2012/13  | 久光製薬 | 28   | 10     | 0        | 0        | 0.0%     | %        | 0        | 0.00     | 5      | 0      | 0.00%  | 10.0%  | 10           | 70.0%        | 0      |      |
| 2013/14  | 久光製薬 | 9    | 6      | 0        | 0        | 0.0%     | %        | 0        | 0.00     | 9      | 0      | 0.00%  | 13.9%  | 0            | 0.0%         | 0      |      |
| 2014/15  | 久光製薬 | 21   | 25     | 68       | 21       | 30.9%    | %        | 4        | 0.16     | 65     | 1      | 1.54%  | 10.8%  | 57           | 75.4%        | 26     |      |